# Wetter (flod)
Wetter er en lille flod på 68 km. Floden ligger i Hessen i Tyskland. 
Floden udspringer i Vogelsberg. Derefter løber floden gennem Wetterau, et landskab, der er opkaldt efter floden. De største byer ved floden er Lich og Bad Nauheim. Ved Niddatal løber Wetter ud i Nidda.
50°32′16″N 9°04′59″Ø / 50.5378°N 9.0831°Ø